# 羽野晶紀
羽野 晶紀（はの あき、1968年〈昭和43年〉8月22日 - ）は、日本の女優、タレント。本名、山脇 晶（やまわき あき）旧姓、羽野。京都府宇治市出身。京都府立西宇治高等学校卒業、大阪芸術大学芸術学部舞台芸術学科中退。血液型B型。2002年1月に狂言師和泉元彌と結婚。2児（一女・一男）をもうける。
所属事務所は、リコモーション（現在キューブと提携）→結婚による休業を経て、2007年11月から東宝芸能所属。

## 人物・経歴

### 女優時代
笑福亭鶴瓶が司会を務めた関西ローカル番組『9年9組つるべ学級』に出演し芸能界デビュー。その後大学に進学。
大学在学中に朝日放送の関西ローカルテレビ番組"ナイトinナイト『おっちゃんVSギャル』"に女子大生レギュラー回答者として出演。特異なキャラクターで、司会の桂三枝（現・六代目桂文枝）の格好のイジラレキャラクター『八百屋の娘』として笑いと注目を集める。
大学在学中に、当時は学生劇団であった劇団☆新感線に所属。劇団には、後に「ひらけ！ポンキッキ」9代目「橘いずみおねえさん役」に抜擢されることになる周栄良美も在籍しており、その独特のオーラに羽野は圧倒されたという。すぐに意気投合し、在学中は大親友だったという。渡辺いっけい、筧利夫、古田新太、高田聖子らが同時期に在籍していた。後に高田は「この頃は（帰りの）近鉄電車に乗りながら、さっさと辞めて早くお嫁に行こうねって話し合っていた」と説明している。
関西の小劇場演劇ブームに乗り、関西を中心にテレビ番組に出演。1989年から1年間にわたって放送された読売テレビの深夜のコント番組『現代用語の基礎体力』で、毎週、生瀬勝久（当時は槍魔栗三助）扮する怪人にさらわれるお嬢様役がウケて、ブレイクした。その後もCDデビュー果たし、ほぼランジェリーの衣装を身につけてライブも精力的に行っていた。古田新太曰く「浪花のキョンキョン」。関西地方ではアイドル的な存在であった。芝居とは別に「北野誠の妹分」という役割でタレントとしてのテレビ出演も増え、認知度をさらに上げていった。
『現代用語の基礎体力』出演以後も1990年の『ムイミダス』、1991年の『未確認飛行ぶっとい』などの讀賣テレビ放送の深夜番組に生瀬、古田や升毅、立原啓裕らと出演した。1990年代の『笑っていいとも!』出演を機に全国進出。その後 テレビドラマ、舞台、映画などで幅広く活躍。

### 結婚・休業・復帰
舞台『ロミオとジュリエット』で共演したことがきっかけで、狂言師和泉元彌と交際。2002年1月、妊娠を機に結婚し、芸能界を休業。2002年5月に女児、2004年7月には男児を出産。
2004年3月に『いつみても波瀾万丈』（日本テレビ）に和泉家の一員として久々にテレビ番組に出演。しかし間寛平を目の前にしても、関西弁を一切口にはしなかった。
2007年9月11日、大多数のスポーツ紙が和泉元彌との別居を報じた。9月初めから羽野晶紀が子供を連れて宇治の実家に帰っているというもので、ワイドショーでも2人の離婚危機が報じられた。和泉元彌サイドは当初、羽野晶紀の母親が手術をするので看病に帰っただけと説明していたが、11月1日のテレビでは、別居の理由は「別火」だと説明した。「別火」とは、心願成就の為に女性と生活を分けることで、狂言の儀式のために別居をしているのだと説明した。羽野自身も離婚を否定している。
また、同年11月には東宝芸能への所属も決まったことが報じられ、芸能界への復帰も着々と準備を進めている。テレビ番組出演復帰第1弾は『ホレゆけ!スタア☆大作戦〜まりもみ一触即発!〜』第8話のゲスト、ラジオ番組出演復帰第1弾は『テリー伊藤のってけラジオ』のゲストとなったが、番組内では結婚後封印していたはずの関西弁で怒濤のトークを繰り広げていたため、この辺りからも和泉家との決別が決定的だと推測されている。
同番組でのトークで、芸能界復帰に関してまず古巣である新感線に復帰を打診したところ、代表であるいのうえひでのりには「昔から晶紀はずっと新感線のメンバーだから」と温かい声をかけてもらった。同じように離婚を経て同劇団に復帰したばかりの高田聖子の名を挙げ、一緒に入れてくれとお願いしたところ、劇団の製作担当から「晶紀は独り者の聖子と違ってコブ（＝子供）つきなんだから、こんなところじゃなくてしっかりとした事務所に行け」と言われたと、ギャグを交えて語っている。
『テリー伊藤のってけラジオ』にゲスト出演した際、テリー伊藤が「秋元康さんから『関西にすごい女性のタレントさんがいる』と言われて羽野さんを初めて見たときには、大きな才能を持った人だなと思いましたよ。」と羽野を絶賛していた。
2008年3月8日・15日、讀賣テレビで放映された『現代用語のムイミダス ぶっとい広辞苑』では、生瀬勝久、古田新太、立原啓裕、升毅、牧野エミ、みやなおこ、山西惇、山内圭哉と共に新作コントに出演した。
2008年4月からオフィシャルブログを立ち上げる。ブログでは、夫の和泉元彌や子供達に関する記事や写真もアップされており、以前報道されていた別居騒動の影も感じられないほど、家庭円満な光景を垣間見ることができる。

## エピソード
- 父親は八百屋を経営している。妹がいる[2]。
- 映画は、映画館へ行くことよりもビデオで観ることが多い[2]。ジャンルを問わず均等に観ているが、忘れやすいため気に入った作品や好きなシーンをメモしていた[2]。外国映画は簡単に語ることができるが、日本映画では出演者が身近なため感想が言いづらく、言い出すと厳しい意見になってしまうという[2]。
- イヌとネコでは、イヌを愛好している[2]。ネコは油断も隙もないといい、過去に痛い思いをしたこともあったという[2]。
- 映像での演技は、現実に近いため自分自身を意識しなければならなかったが、舞台では自分自身を取り払ったところで演技できることが異なると語っている[2]。
- 平成モスラシリーズにベルベラ役でレギュラー出演しているが、作品の世界観をかなり気に入っており、『モスラ3 キングギドラ来襲』においては劇団☆新感線のデザイナーの竹田団吾を招いて自身のイメージするベルベラの新コスチュームを作り、脚本にも意見をだすなど、作品作りに参加した[3]。同シリーズでは、グリーンバック合成での一人芝居がほとんどであったが、そういった地道な作業を行っているからこそ最後の出来上がりを楽しむことができたと語っている[2][注釈 2]。また、自身が悪役側のキャラクターであったことから、敵怪獣が倒されてしまうことに本気で悔しさを感じていたという[2][4]。

## 出演

### 舞台
劇団☆新感線
- BOYS IN THE ATTIC（1987年） - ダンサーとして参加
- 星の忍者―風雲乱世篇―（1988年）
- 宇宙防衛軍ヒデマロ3〜キルファーライジング（1988年）
- 喜劇 井戸穴じょーじの大冒険（1988年）
- ヒデマロ4〜逆襲のビリィ（1989年）
- 仮名絵本西遊記（1989年）
- スサノオ〜神の剣の物語（1989年・1990年）
- ボッキー・ホラー・ショー〜HOUSE OF THE FOOLIN'〜（1990年）
- 宇宙防衛軍ヒデマロV〜完結篇〜（1990年）
- 髑髏城の七人（1990年・1991年）
- アトミック番外地（1991年）
- 仮名絵本西遊記 巻之一 烈風魔界天竺篇 、巻之二 直撃転法輪大逆転篇（1991年）
- 劇団☆新感線一座興業（1992年・1993年）
- スサノオ〜武流転生（1994年）
- 古田新太之丞・東海五十三次地獄旅〜ハヤシもあるでョ!（1994年）
- ゴローにおまかせ3〜後ろから前から（1995年）
- LOST SEVEN（1999年）
- 爆烈忠臣蔵〜桜吹雪 THUNDERSTRUCK（2025年公演予定）[5]

野田地図（NODA MAP）
- 第1回公演 キル（1994年） - シルク 役
- 第3回公演 TABOO（1996年） - 萠 役
- 第5回公演 ローリング・ストーン（1998年）
- 第23回公演 Q：A Night At The Kabuki（2019年）
- 第25回公演 Q：A Night At The Kabuki Inspired by A Night At The Opera（2022年）[6]

その他
- STEPPING OUT（1994年） - シルビア 役
- ハムレット（1995年） - オフィーリア 役
- シアターコクーン ロミオとジュリエット（1998年） - ジュリエット 役
- じんのひろあき 書簡朗読劇ファンレターズ（1999年） - 矢野優子 役
- 瀬戸内寂聴訳 源氏物語 朗読II部（2000年、博品館劇場） - 若紫 役
- NOISES OFF（2023年）[7]
- リーディングアクト『一富士茄子牛焦げルギー 2023年版』（2023年） - おかん 役[8]
  - リーディングアクト『一富士茄子牛焦げルギー』2024年上演版（2024年）[9]
- 千と千尋の神隠しSpirited Away（2024年） - 湯婆婆 / 銭婆 役[10]
- 音楽朗読劇『ひまわりの歌〜ヘブンズ・レコードからの景色〜』（2025年）[11]
- リーディングアクト『一富士茄子牛焦げルギー』（2026年公演予定） - おかん 役[12]

### ドラマ
- 連続テレビ小説（NHK）
  - 京、ふたり（1990年 - 1991年）
  - スカーレット（2019年） - 荒木さだ 役[13]
  - 舞いあがれ!（2023年） - 八神圭子 役
- 愛はどうだ（1992年、TBSテレビ） - 坪倉洋子 役
- 屋根の上の花火（1993年、フジテレビ）
- さくらももこランド・谷口六三商店（1993年、TBSテレビ） - 良子 役
- 月曜ドラマスペシャル 弁護士富田茂作 42歳の純情 妻よ、娘よ、誰が好きで貧乏するか!ブキッチョ人生泣き笑い（1993年、TBSテレビ）
- 金曜エンタテイメント（フジテレビ）
  - 帰ってきたOL三人旅シリーズ（1993年 - 1996年） - 大山まどか 役
  - 生保レディ刑事（1998年） - 大山まどか 役
- 十時半睡事件帖（1994年、NHK） - 絹 役
- 裸の大将69 清のデカンショ節　丹波篠山編（1994年、関西テレビ）
- ハートにS X'Masスペシャル 第1夜「ルームメイト」（1994年、フジテレビ）
- 恋も2度目なら（1995年、日本テレビ） - 鷺ノ宮小町 役
- 妊娠ですよ2（1995年、関西テレビ）
- 風の刑事・東京発! 第10話（1995年、テレビ朝日）
- 奇跡のロマンス（1996年、日本テレビ） - 久住桜 役
- さむらい探偵事件簿 第3話（1996年、日本テレビ）
- がんばりや!〜平成版どてらい女（1997年、テレビ大阪）
- Dear ウーマンスペシャル（1997年、TBSテレビ）
- 新・花へんろ（1997、年NHK）
- 火曜サスペンス劇場（日本テレビ）
  - 京都警備士日誌（1997年） - 長谷川桃代 役
  - 弁護士・高林鮎子27（2000年） - 野沢友子 役
- そして誰かいなくなった（1997年、TBSテレビ）
- 心療内科医・涼子 第6話（1997年、読売テレビ） - 藤川みなみ 役
- 食卓から愛をこめて（1998年、テレビ東京） - 高村みどり 役
- 元禄繚乱（1999、年NHK） - 藤尾 役
- ああ嫁姑 おかしな二人（1999年、毎日放送）
- 世にも奇妙な物語 春の特別編「奇数」（2000年、フジテレビ）
- 真夏のクリスマス（2000年、TBSテレビ） - 赤松理恵 役
- 科捜研の女 第2シリーズ（2000年、テレビ朝日） - 高野美華 役
- グッド★コンビネーション（2001、年NHK） - 鬼頭玲子 役
- 黒い十人の黒木瞳III「黒い花柄バッグの女」（2013年、NHK BSプレミアム）
- 牙狼-GARO-_-魔戒ノ花- 第2話（2014年、テレビ東京系） - ホラー・エクスタ人間態 役
- 警視庁・捜査一課長2020 第7話（2020年6月18日、テレビ朝日） - 神石理沙子 役
- 天使にリクエストを〜人生最後の願い〜 最終回（2020年10月17日、NHK総合） - 寺本尚子 役
- 特捜9 Season5 第5話･第6話（2022年5月4日･11日、テレビ朝日） - 富田加奈子 役
- なにわの晩さん! 美味しい美味しい走り飯（2023年4月2日 - 4月23日、朝日放送テレビ） - ツネコ 役[14]
- 相棒 season23 第11話（2025年1月15日、テレビ朝日）- 役所の亀山薫 役[15]
- 北くんがかわいすぎて手に余るので、3人でシェアすることにしました。（2025年7月1日 - 、関西テレビ・フジテレビ） - 比留間初江 役[16]

### ラジオドラマ
- FMシアター（NHK-FM）
  - 『春山家サミット』（2024年11月30日） - 春山聖子 役[17]

### バラエティほか
現在のレギュラー番組
- よ〜いドン!（関西テレビ） - 金曜レギュラー
- スイッチ!（東海テレビ） - 木曜レギュラー
- 口出しゴメン!セキララ☆小町（関西テレビ） - 「先取りカレンダー 京都旬×感×旅」リポーター

復帰後
- 2時っチャオ!（TBS） - 月曜レギュラー
- おしゃれ工房（2009年4月 - 2010年3月、NHK） - 司会
- 愛の劇場〜男と女はトメラレナイ〜 （NHK教育）
- かんさい情報ネットten!（2009年4月3日 - 2013年3月22日、読売テレビ） - 金曜レギュラー
- ハーフタイム（2013年7月1日 - 9月22日、東京MXテレビ） - 月曜レギュラー

休業前
- 逃げなきゃキンブル（1992年4月 - 9月、フジテレビ）
- クイズ世界はSHOW by ショーバイ!!（日本テレビ、1992年7月から準レギュラーとして出演）
- クイズ どんなMONだい?!（日本テレビ）
- 笑っていいとも!（1992年10月 - 1993年3月、フジテレビ） - 月曜日レギュラー
- 象印ニュースクイズ パンドラタイムス（テレビ朝日）
- スタジオパークからこんにちは（NHK、「アナウンサーにQ」アシスタント）
- 9年9組つるべ学級（朝日放送）
- 未確認飛行ぶっとい（読売テレビ）
- 現代用語の基礎体力（読売テレビ）
- ムイミダス（読売テレビ）
- ナイトinナイト おっちゃんVSギャル（朝日放送）
- 音楽通信TOP30（テレビ東京）

### ラジオ
- 羽野晶紀のミュージックハーモニー（1990年10月 - 1991年9月、ニッポン放送）
- ラジオアミーゴ!羽野晶紀のいっしょうけんめいカタルーニャ（1991年10月 - 1992年3月、ニッポン放送）
- SONY Night Square 羽野晶紀の学園スクランブル（1992年4月 - 1993年3月、ニッポン放送）
- MBSヤングタウン木曜日（MBSラジオ）
- MBSヤングタウン土曜日（MBSラジオ）

### 映画
- 難波金融伝 ミナミの帝王 スペシャル劇場版（1995年）
- 平成モスラシリーズ（東宝） - ベルベラ 役[1]
  - モスラ（1996年）
  - モスラ2 海底の大決戦（1997年）
  - モスラ3 キングギドラ来襲（1998年）
- ユキエ
- スープ〜生まれ変わりの物語〜
- 円卓 こっこ、ひと夏のイマジン（2014年、東宝） - 渦原詩織 役
- 1秒先の彼（2023年） - 皇清美 役[18]

### CM
- 情報センター「J・ONE」（1990年 - 1992年。ノーモアビンボーというフレーズのCMソングの歌唱も担当）
- トーラク「ジョリマダムの焼プリン」（1991年）
- ハウス食品「好きやねん」（1994年。桑名正博・杉原輝雄と共演）
- ミツカン「かおりの蔵」（1997年。桂ざこばと共演[19]）
- エミネット「ピュアコラーゲン・天使のララ」（2011年 - 2012年・2024年）[20]
- サントリー「とっておき果実のお酒」（ナレーション）
- 日本コンピューター・システム

## ディスコグラフィー

### シングル
- 永遠を少しだけ（1991年7月21日）
作詞：秋元康、作曲：関口誠人、編曲：井上鑑
※関口誠人が同日発売「たまゆら」のカップリング曲として「少しだけ永遠を」のタイトルでセルフカバーしている（アルバム「千夜一夜」にも収録）
- 君のために雪を降らそう（1991年11月21日）
作詞：秋元康、作曲：関口誠人、編曲：井上鑑
- Too Lucky!（1992年6月19日）
作詞：青山ひらり、作曲：岩崎トミオ、編曲：中村哲
- キスをしよう（1992年10月21日）
作詞：秋元康、作曲・編曲：羽田一郎
- ララ・サラマ（1992年12月16日）
作詞：あさくらせいら、作曲・編曲：石川晶・石川昌信
フジテレビ幼児教育番組『ひらけ!ポンキッキ』“ハノアキ”名義
- ショーガクセー イズ デッド（1993年5月12日）
作詞：ピエール瀧、作曲・編曲：プリンストンガ
“はのあき with ウゴウゴくんとルーガちゃん”名義

### アルバム
- 櫻蘭〜Rolan〜（1991年12月11日）
- ハノアキの大冒険 Vol.1 ラバンダちゃん（1992年7月17日）

### 写真集
- 楼蘭（1991年、ソニー・マガジンズ刊）

## 主な友人
- 古田新太
- 生瀬勝久
- 高田聖子
- 筧利夫
- 北野誠 - 「かいらし娘やな」と北野の母親と仲良くなり勝手に北野宅に宿泊。
- 笑福亭鶴瓶